# Horní Hlíny
Horní Hlíny (německy Ober Hliny) je osada, část obce Horní Libochová v okrese Žďár nad Sázavou. Nachází se asi 1,5 km na severozápad od Horní Libochové. V roce 2009 zde byly evidovány tři adresy. V roce 2001 zde trvale žilo 7 obyvatel.
Horní Hlíny leží v katastrálním území Horní Libochová o výměře 4,6 km2.